# Prevost Car

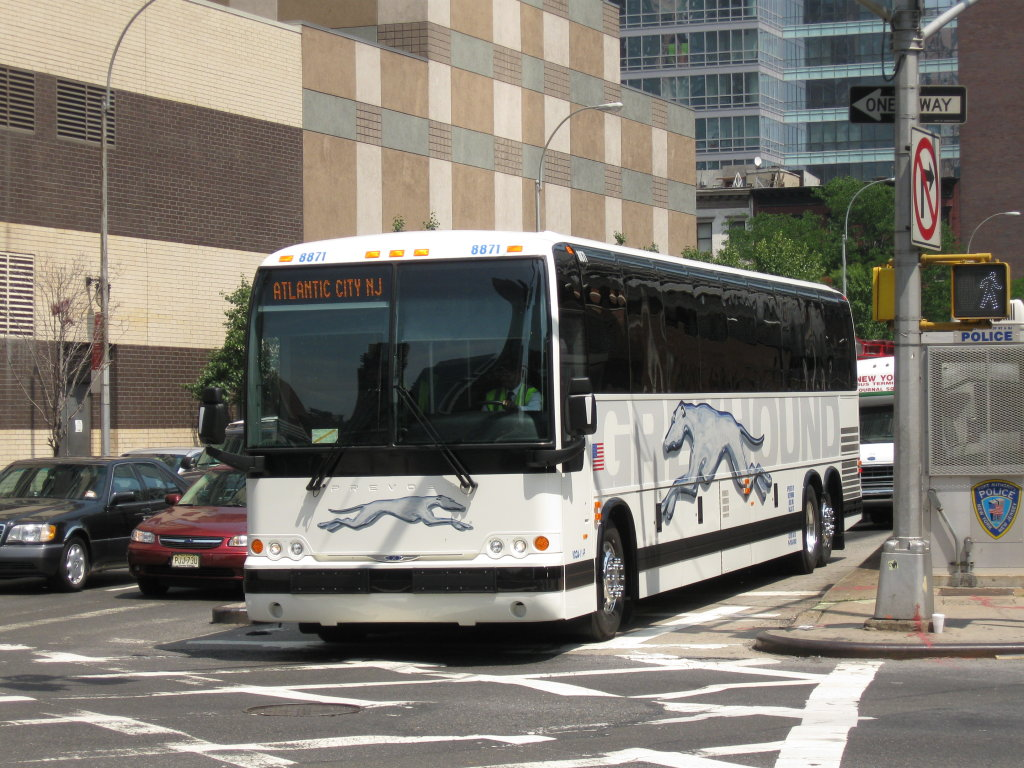
Prevost X3-45 компании Greyhound Lines

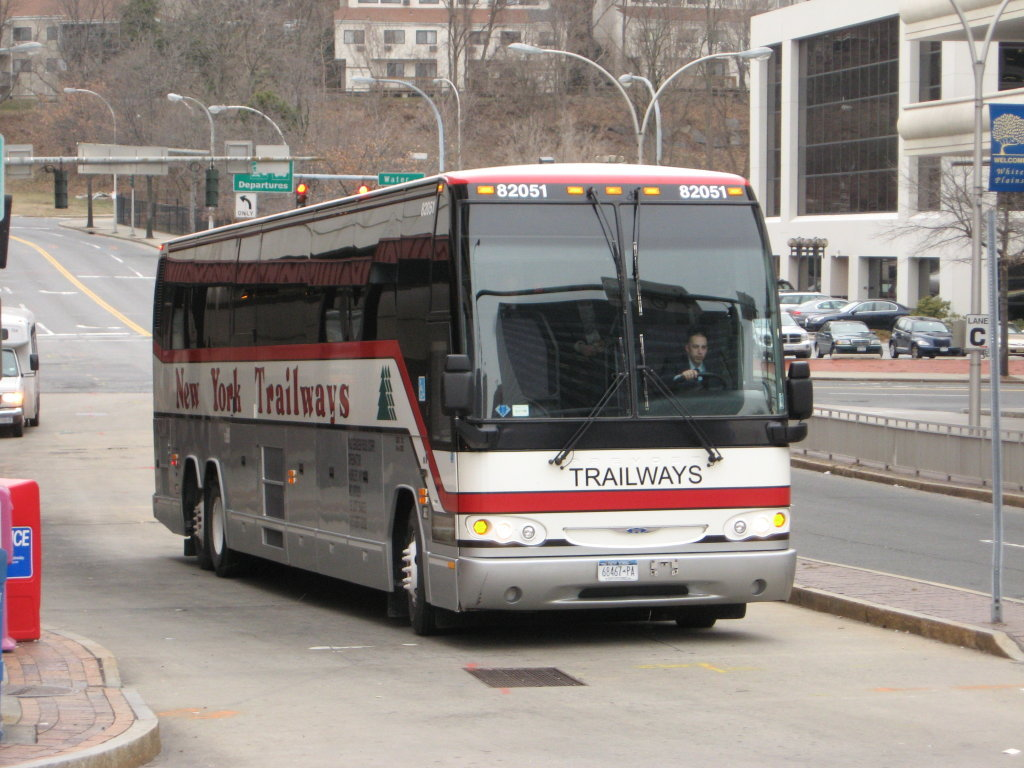
Prevost серии H

Prevost Car — канадская (провинция Квебек) автобусостроительная фирма, принадлежащая компании Volvo. Производит автобусы — в основном трёхосные — туристические и междугородные, с длинами от 12,2 до 13,7 метров.
Основной является серия автобусов XL II,предлагаемая как в туристическом и междугородном исполнении, так и «жилой дом на колёсах», автомобиль для деловых поездок и др. Используются двигатели мощностью от 370 до 445 л. с.

## История
Компания была основана в 1924 году столяром Эженом Прево (1898—1965), который до этого специализировался на скамьях для церквей и мебели для школ. В 1924 году он получил заказ на постройку на шасси REO автобуса. Компания, названная тогда фр. Les Ateliers Prévost получила впоследствии несколько повторных заказов, их было мало всего один-два заказа в год. Но постепенно изменялась конструкция автобусов и из деревянных они стали металлическими (с 1945 года), бизнес развился и встал на ноги.
В 1957 году компанию приобрёл Пол Норманд (англ. Paul Normand). В 1969 году два американских бизнесмена сформировали партнёрство с André Normand который на тот момент был президентом компании, таким образом владельцев стало трое.
В 1995 году компания была продана Volvo Bus Corporation, однако торговая марка Prevost была сохранена.
По состоянию на февраль 2007 года, фирма имеет 1337 сотрудников. Работают шесть подразделений и сервисных центров в Северной Америке.

## Продукция
- H5-60
- H3-45
- H3-41
- H3-40
- X3-45
- XL40
- 50-PI-33

Автобусы Prevost используются компанией Marathon Coach Corporation для создания фургонов для автопутешественников с индивидуальным дизайном.